# Lothar Hause
Lothar Hause (n. 22 octombrie 1955, Lübbenau, Brandenburg, Germania) este un fotbalist german, medaliat olimpic. A participat la o ediție a Jocurilor Olimpice (1980) în care a câștigat o medalie de argint.

## Participări
Lista de mai jos prezintă principalele competiții la care a participat Lothar Hause de-a lungul carierei.
- Futbol na letnih Olimpiiskih igrah 1980[*]